# Dario Viganò
Dario Edoardo Viganò (ur. 27 czerwca 1962 w Rio de Janeiro) – włoski duchowny katolicki, prefekt Sekretariatu ds. Komunikacji w latach 2015-2018.

## Życiorys
13 czerwca 1987 otrzymał święcenia kapłańskie z rąk kardynała Carlo Martiniego i został inkardynowany do archidiecezji mediolańskiej. 
22 stycznia 2013 został mianowany przez Benedykta XVI dyrektorem Watykańskiego Ośrodka Telewizyjnego.
27 czerwca 2015 papież Franciszek ustanowił go prefektem nowo powstałego Sekretariatu ds. Komunikacji. Funkcję tę pełnił do 21 marca 2018.